# Habenaria sprucei
Habenaria sprucei är en orkidéart som beskrevs av Célestin Alfred Cogniaux. Habenaria sprucei ingår i släktet Habenaria och familjen orkidéer. Inga underarter finns listade i Catalogue of Life.